# Zalesie (Zgoda)
Zalesie – część wsi Zgoda w Polsce położona w województwie kujawsko-pomorskim, w powiecie aleksandrowskim, w gminie Aleksandrów Kujawski.
W latach 1975–1998 miejscowość administracyjnie należała do województwa włocławskiego.